# Юрівський провулок
Юрівський провулок — провулок в Голосіївському районі міста Києва, масив Теремки. Пролягає від Чабанівської вулиці до Жулянської вулиці.

## Історія
Виник наприкінці 2010-х під проєктною назвою провулок Проєктний 13109. Назва — на честь честь розташованого неподалік села Юрівка — з 2019 року.